# Charles Soulier
Pour les articles homonymes, voir Soulier (homonymie).
Charles Soulier, né à Châlons-sur-Marne le 26 novembre 1816 et mort à Nogent-sur-Marne le 28 août 1886, est un photographe français, propriétaire d'une agence de photos stéréoscopiques.

## Biographie
Soulier a d'abord été peintre sur verre. Après que le chimiste, inventeur et photographe français Abel Niépce de Saint-Victor eut mis au point un procédé de création de photographies sur verre à l'aide du procédé à l'albumine en 1847, Soulier entreprend diverses tentatives pour produire des photos sur verre à coloriser.
En 1838, il épouse Rosalie Danquechin-Dorval.
En raison des émeutes de Paris en février 1848, Soulier doit temporairement quitter la capitale française ; il accepte un poste d'enseignant comme professeur de dessin dans un lycée de Beauvais. C'est à Beauvais que meurt son fils Charles-Léon (1839-1843), âgé de trois ans et demie.
Au bout d'un certain temps, Soulier reprend ses expériences de coloration d'épreuves photographiques sur verre. Dès 1852, il présente à Paris des photographies sur lesquelles il a appliqué ses techniques de peinture. Il revient à Paris au début des années 1850.
Indépendamment de Soulier, le 11 novembre 1851, Athanase Clouzard, Louis This, Alfred Sarrault et quelques autres avaient fondé une société appelée "Sarrault et Cie" qui travaillait sur leur propre méthode de surpeinture de photographies sur verre. En août 1853, Alfred Sarrault quitte l'entreprise et Charles Soulier prend sa place. La société est alors rebaptisée This, Soulier, Clouzard et Cie. En août 1853, cette société dépose un brevet pour un procédé permettant de peindre et de colorer des photos sur plaque de verre. Cependant, déjà en 1854, la société a été vendue à une société allemande.
Charles Soulier et Athanase Clouzard fondent une nouvelle société photographique en mai 1854, cette fois sans Louis This, qu'ils ouvrent à Paris au 47 rue Saint-André-des-Arts.
En 1859, avec son ancien concurrent Claude Marie Ferrier (« Ferrier père ») et son fils Jacques Alexandre Ferrier (« Ferrier fils »), Soulier ouvre l'agence de photographie « Ferrier père et fils & Soulier » à Paris.
En 1865, il réalise des enregistrements albuminés à Paris et les publie dans un album intitulé Vues instantanées de Paris.
En 1867, il remporte une médaille de bronze à l'Exposition universelle de Paris en 1867 et est nommé « Photographe de l'Empereur ».
En 1869, il travaille sur une série de Vues des Alpes ; en particulier les transparents albumine sur verre ; il a photographié entre autres le Mont-Blanc.
Soulier a photographié pendant la guerre franco-allemande de 1870, notamment les ravages liés au soulèvement de la Commune de Paris.

## Galerie

Vue des Buttes-Chaumont à Paris, vers 1860. Épreuve à l'albumine à partir d'un négatif au collodion humide.
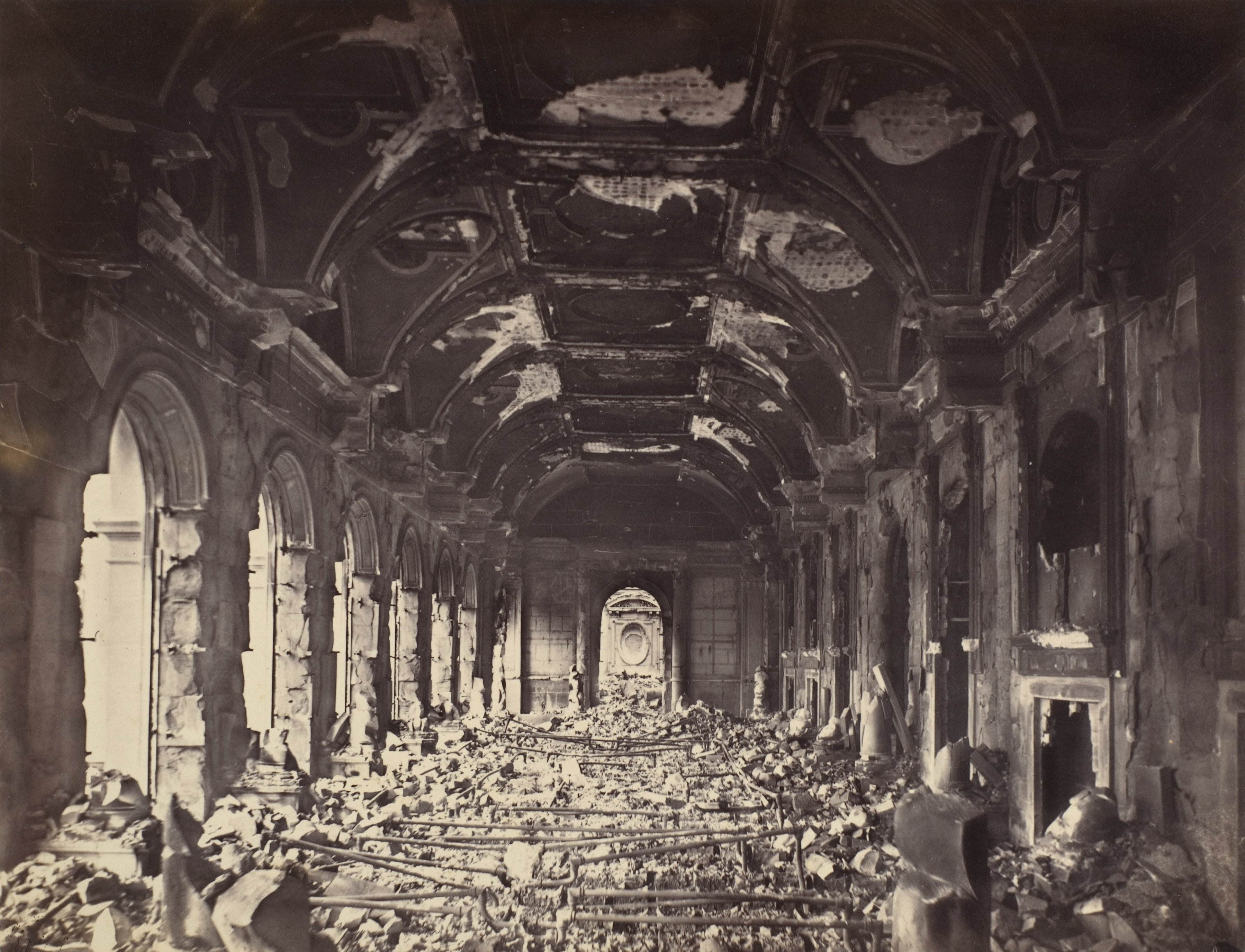
Ruines de la salle d'audience du Conseil d'État au Palais d'Orsay à Paris, incendié sous la Commune, 23 mai 1871. Tirage à l'albumine argentique à partir d'un négatif sur verre.
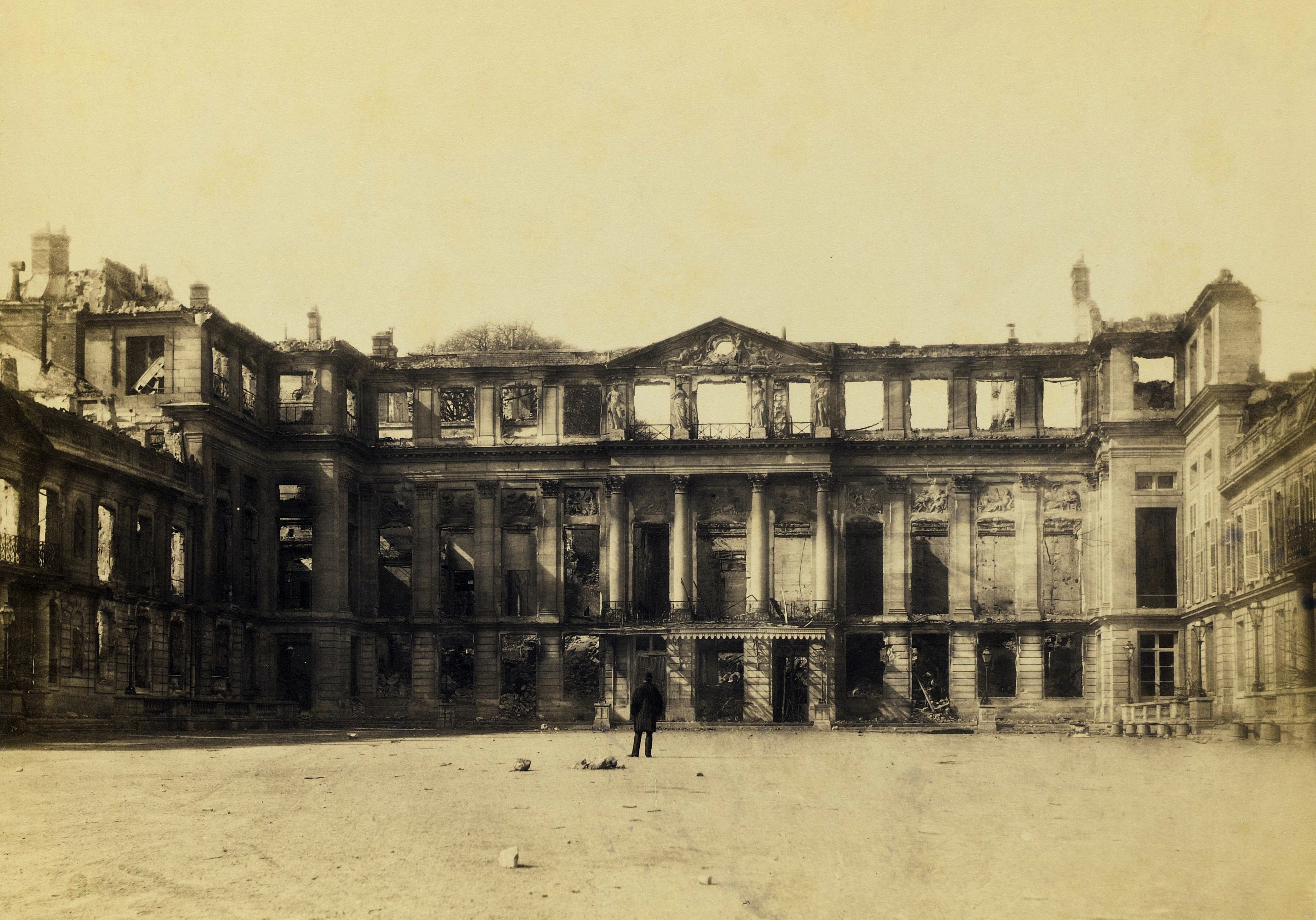
Le château de Saint-Cloud en ruine après 1870.
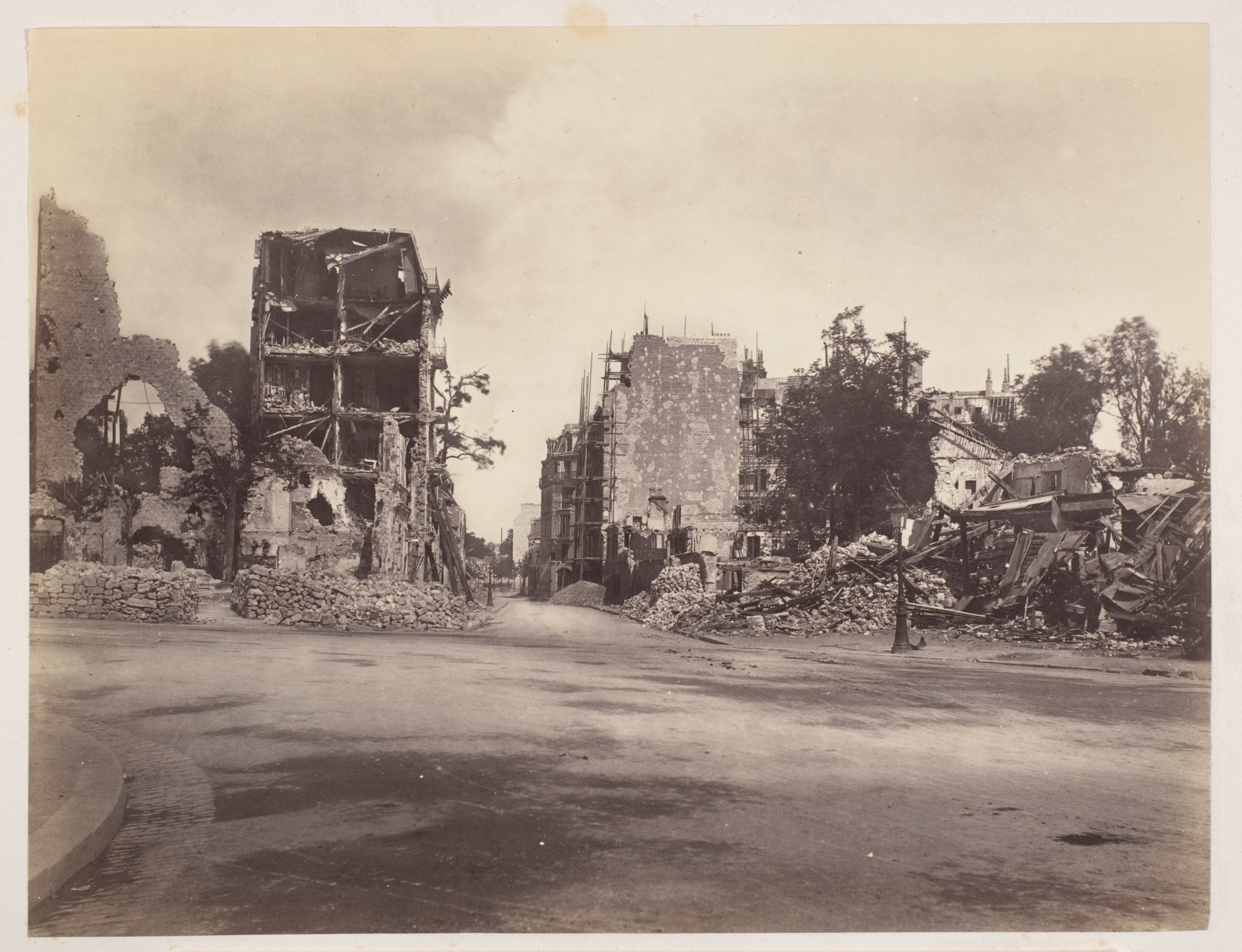
Maisons détruites à la porte d'Auteuil, Paris, mai 1871. Épreuve à l'albumine argentique à partir d'un négatif sur verre.